# Файхингер, Ганс
Ганс Файхингер (нем. Hans Vaihinger; 25 сентября 1852, Нерен, близ Тюбингена — 18 декабря 1933, Галле) — немецкий философ-пессимист, профессор университетов в Страсбурге с 1883, в Галле с 1906. Известен главным образом как автор «Философии „Как если бы“» (Philosophie des Als Ob, Berlin, 1911) и основатель фикционализма.

## Философские взгляды
Составил себе имя в философской литературе главным образом своим комментарием к Кантовой «Критике чистого разума». Сочинение было рассчитано на пять томов. Первый том содержит комментарий к предисловию 1-го издания «Критики» и к введениям 1 и 2 изданий. Здесь предложено новое изложение отношения Канта к Юму, а также «методологический анализ критики чистого разума».
Файхингер содействовал установлению правильного взгляда на развитие теоретической философии Канта, приняв в процессе этого развития два периода: первый — до критицизма, второй — внутри самого критицизма. Как в первом, так и во втором Файхингер различает три ступени: в первом — 1) догматическую точку зрения Лейбница, 1750—60; 2) эмпирическое влияние Юма, 1760—1764; 3) критическую точку зрения («Грёзы духовидца») 1765—1766; во втором — 1) догматическое влияние «Новых опытов» Лейбница, 1769; 2) скептическое влияние Юма, 1772 (письма к Герцу); 3) критицизм, 1781.
Главные из отдельных статей Файхингер, посвящённых Канту: «Die Erdmann-Arnoldtsche Controverse über Kants Prolegomena» (в «Philosophische Monatshefte», 1880); «Zu Kants Widerlegung des Idealismus» (в «Strassburger Abhandlungen für Philosophie»).
Вместе с Рейке Файхингер составляет библиографию о Канте, начатую печатанием в «Altpreussische Monatsschriften» в 1882 г. Он издавал журнал, специально посвящённый Канту: «Kantstudien».
Файхингер принадлежит к той фракции новокантианцев, которая, следуя за Ланге, пытается провести субъективистский скептицизм. Из работ его в этом направлении выдаётся «Hartmann, Dühring und Fr. A. Lange» (Изерлон, 1876).
Помимо своего существенного вклада в дело развития философского наследия Канта, Файхингер известен как продолжатель традиций европейского пессимизма XIX века в лице таких его представителей как Шопенгауэр и Ницше. О философии последнего повествует рукопись «Ницше. Философ отрицания».
Ганс Файхингер, автор концепции фикционализма, выдвигает идею о создаваемых людьми объясняющих фикциях (гипотетические фикции), которые и позволяют человеку воспринимать мир, превращают предметы мира в объекты познания. К объясняющим фикциям человек относится «как если бы их объекты были реальны».

## Произведения
- «Философия 'Как если бы'» (Philosophie des Als Ob, Berlin, 1911)[6].